# L'Été d'Aviya
Pour plus de détails, voir Fiche technique et Distribution.
L'Été d'Aviya (הקיץ של אביה, Ha-Kayitz Shel Aviya) est un film israélien réalisé par Eli Cohen, sorti en 1988.

## Synopsis
Une jeune fille de 10 ans passe l'été avec sa mère, survivante de la Shoah. Elle espère retrouver son véritable père parti vivre dans le nouvel état d'Israël.

## Fiche technique
- Titre : L'Été d'Aviya
- Titre original : הקיץ של אביה (Ha-Kayitz Shel Aviya)
- Réalisation : Eli Cohen
- Scénario : Haim Bouzaglo, Eli Cohen et Gila Almagor d'après son roman
- Musique : Shem-Tov Levy
- Photographie : David Gurfinkel
- Montage : Tova Neeman
- Production : Gila Almagor et Eitan Evan
- Société de production : Gila Almagor et Summer of Aviya Ltd.
- Pays de production :  Israël
- Genre : Biopic et drame
- Durée : 95 minutes
- Date de sortie : 
  - Israël : 15 juillet 1988

## Distribution
- Gila Almagor : Henya Aleksandrowicz
- Kaipu Cohen : Aviya Aleksandrowicz
- Eli Cohen : Max Gantz
- Marina Rossetti : Lena Gantz
- Avital Dicker : Maya Abramson
- Dina Avrech : Ruth Abramson
- Ya'ackov Ayali : Alter
- Rami Baruch : Haim Altman
- Yossi Kantz : Moshe
- Ariella Rabinovich : Puah
- Ruthy Wysenbeek : Masha Gantz
- Sandra Sade : tante Alice
- Yitzhak Goren : le professeur
- Solly Ganor : Dr. Engel

## Distinctions
Le film a été présenté en sélection officielle en compétition lors de Berlinale 1989.